# Dan Byrd
Daniel Byrd, detto Dan (Marietta, 20 novembre 1985), è un attore statunitense.

## Vita e carriera
Nel 2004, dopo molte partecipazioni a film e serie televisive (Da un giorno all'altro, CSI - Scena del crimine, E.R. - Medici in prima linea), ottiene il suo primo vero ruolo nella mini-serie di TNT Salem's Lot. Nello stesso anno appare in A Cinderella Story al fianco di Hilary Duff nel ruolo del suo eccentrico migliore amico, Carter. Nel 2006 Byrd interpreta la parte di Bobby nell'horror di Alexandre Aja, Le colline hanno gli occhi, remake basato sull'omonimo film culto di Wes Craven. Lavora anche accanto a John Travolta in Lonely Hearts. Un altro film in cui Byrd ha avuto un ruolo di primo piano è stato La leggenda del tesoro scomparso (Outlaw Trail: The Treasure of Butch Cassidy) nel 2006.
Byrd doveva apparire nel 2007 nel remake di La rivincita dei nerds, ma dopo tre settimane di riprese, il progetto è stato accantonato. Appare in una puntata di Ghost Whisperer - Presenze nel 2007. Interpreta poi il timido figlio di una famiglia americana che ospita uno studente straniero in Aliens in America. Nonostante le buone recensioni, la serie è andata in onda solo per una stagione. Nel mese di ottobre 2008, gli agenti dell'attore hanno riferito che era stato ricercato in Heroes per un ruolo. Egli si è impegnato ad apparire in almeno tre episodi durante "Heroes Volume 4". Byrd è anche apparso in un episodio di Greek - La confraternita dell'ABC, come scolaro. Ha un ruolo principale nella serie dell'ABC Cougar Town, in cui interpreta Travis Cobb, il figlio di 17 anni del personaggio principale interpretato da Courteney Cox. Nel 2010 ha lavorato anche accanto a Emma Stone nel film Easy Girl.

## Filmografia parziale

### Cinema
- 28 giorni (28 Days), regia di Betty Thomas (2000)
- Cinderella Story (A Cindarella Story), regia di Mark Rosman (2004)
- Il custode (Mortuary), regia di Tobe Hooper (2005)
- Le colline hanno gli occhi (The Hills Have Eyes), regia Alexander Aja (2006)
- Norman, regia di Jonathan Segal (2010)
- Easy Girl (Easy A), regia di Will Gluck (2010)
- Le sorelle perfette (Sisters), regia di Jason Moore (2015)

### Televisione
- E.R. - Medici in prima linea - serie TV, episodio 8x07 (2001)
- The Nightmare Room - serie TV, episodio 1x13 (2002)
- Greek - La confraternita (Greek) – serie TV, episodio 2x09 - non accreditato (2008)
- Heroes – serie TV, episodi 3x15-3x16-3x18 (2008)
- Aliens in America – serie TV, 18 episodi (2008-2009)
- Cougar Town – serie TV, 102 episodi (2009-2015)
- Community – serie TV, episodio 2x24 (2011)
- Suburgatory – serie TV, episodio 1x11 (2012)
- Scandal — serie TV, episodio 4x21 (2013)
- Mad Men – serie TV, episodio 7x01 (2014)
- The Good Doctor – serie TV, episodi 2x10-2x11 (2018-2019)
- Utopia - serie TV, 8 episodi (2020)
- Home Before Dark - serie TV, 3 episodi (2021)
- Young Sheldon - serie TV (2021-in corso)
- Women of the Movement – miniserie TV, 4 episodi (2022)

## Doppiatori italiani
Nelle versioni in italiano delle opere in cui ha recitato, Dan Byrd è stato doppiato da:
- Flavio Aquilone in Ghost Whisperer - Presenze, Aliens in America, The Good Doctor
- Davide Perino in Il custode, Utopia
- Alessandro Quarta in Suburgatory
- Alessio Puccio in Le colline hanno gli occhi
- Daniele Natali in Cougar Town
- Paolo Carenzo in Scandal
- Marco Bassetti in Mad Men
- Stefano Crescentini in Cinderella Story
- Simone Crisari in Easy Girl

## Premi
- 2000 – Burbank International Children's Film Festival
  - Best Child Actor Performance per The First of May
- 2000 – Young Artist Awards
  - Best Performance in a TV Drama Series - Supporting Young Actor per Any Day Now
- 2001 – Young Artist Awards
  - Candidatura per Best Performance in a TV Drama Series - Supporting Young Actor per Any Day Now
- 2005 – Young Artist Awards
  - Candidatura per Best Performance in a TV Movie, Miniseries or Special - Leading Young Actor per Salem's Lot
- 2010 – Breckenridge Festival of Film
  - Best Ensemble Cast per Norman